# Inmigración mexicana en el Reino Unido
La inmigración mexicana en el Reino Unido es el movimiento migratorio de mexicanos hacia dicho país europeo. Se estiman aproximadamente 8 000 mexicanos que cruzaron el océano Atlántico hacia las islas británicas para realizar actividades educativas, empresariales, comerciales, industriales y turistícas. Aunque un gran porcentaje de mexicanos en el Reino Unido son estudiantes, muchos de ellos también están asentados permanentemente y trabajan en el país, al mismo tiempo que la comunidad se expande en su segunda generación.

## Estadísticas
De conformidad con los datos del registro de mexicanos en el Reino Unido de Gran Bretaña e Irlanda del Norte, la comunidad mexicana en este país está integrada por 5 927 personas en el año 2009; y alrededor de 8 000 ciudadanos mexicanos registrados en el 2012, de los cuales el 53% son mujeres. En cuanto a las ocupaciones, el 49 % son estudiantes, 16 % profesionistas, 6 % amas de casa y  29 % fueron clasificados como «otros». La edad promedio es de 29 años. Los niños representan solo el 9 %. Entre los profesionistas destacan aquellos empleados en instituciones financieras, empresas, comercios, etc. Los principales asentamientos son Londres y las ciudades donde se ubican centros de estudios universitarios como Essex, Sheffield, Oxford, Edimburgo, Cambridge, Warwick, Mánchester y Liverpool.
Las regiones de origen de los mexicanos en el Reino Unido son Distrito Federal, Jalisco, Estado de México, Veracruz, Puebla, Tamaulipas, Oaxaca, Nuevo León, Nayarit y Sinaloa.
Según el censo británico de 2001, 5049 personas nacidas en México vivían en el Reino Unido. México fue el 102.º lugar de nacimiento más común para los británicos, por delante de Lituania pero detrás de Chile (quinto de todos los países de América Latina, de nuevo detrás de Chile, pero por delante de Perú).
Hay evidencia de un creciente número de ciudadanos británicos que emplean ilegalmente a trabajadores domésticos mexicanos sin permiso de trabajo válido.
| Año    | 1998 | 1999 | 2000 | 2001 | 2002 | 2003 | 2004 | 2005 | 2006 | 2007 | 2008 |
| ------ | ---- | ---- | ---- | ---- | ---- | ---- | ---- | ---- | ---- | ---- | ---- |
| Número | 52   | 74   | 116  | 100  | 105  | 145  | 160  | 175  | 145  | 135  | 115  |

## Cultura y comunidad

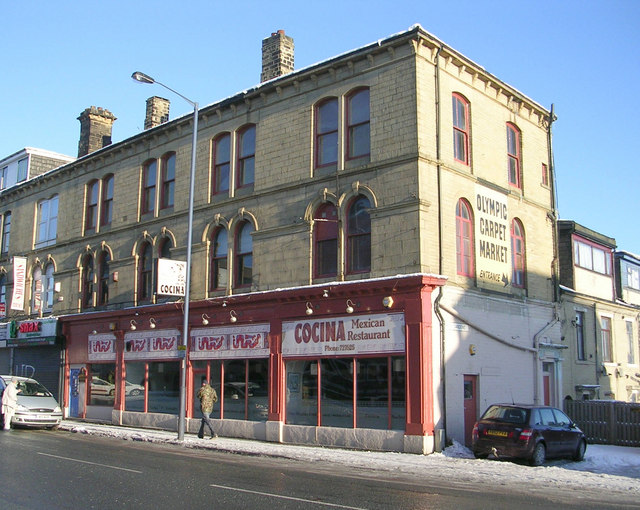
Restaurante mexicano en Bradford, Inglaterra.

Existen numerosas asociaciones, organizaciones y clubes gestionadas por mexicanos en el Reino Unido. MexSoc Reino Unido fue creado por estudiantes de posgrado de México en el Reino Unido y organiza eventos académicos, deportivos y sociales en las que participan alrededor de veinte universidades británicas. Exatec Reino Unido es una organización de exalumnos del Instituto Tecnológico y de Estudios Superiores de Monterrey que viven en el Reino Unido. La British Mexican Society es una asociación mexicana de larga data, formada en 1942 por el embajador de México en el Reino Unido. Sigue siendo una firme promotora de la cultura mexicana en el Reino Unido y organiza muchos eventos de caridad. México Amigo es otro ejemplo de un grupo establecido por mexicanos en el Reino Unido, se especializa en eventos de recaudación de fondos. Fue creado en 1990 por mexicanos que residen en Londres.

### Relaciones diplomáticas de México en el Reino Unido

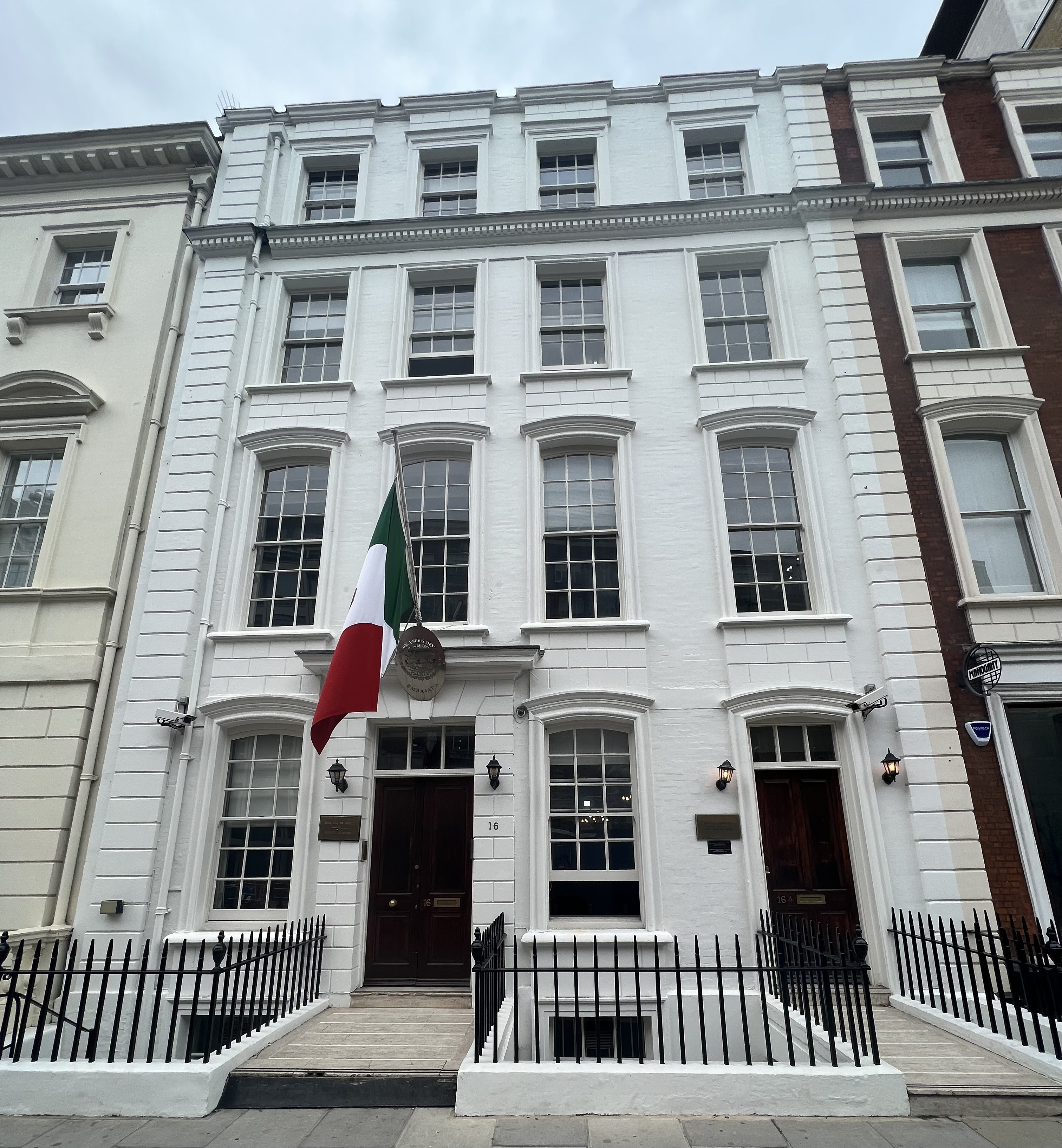
La embajada de México en Mayfair, Londres.

- Embajada de México en Londres, Inglaterra.